# 우정의 무대
《우정의 무대》는 1989년 4월 22일부터 1997년 3월 2일까지 방송되었던 예능 프로그램이다.

## 기획 의도
군 복무 중인 장병들에게 문화적 위안과 여가를 제공하고, 국민과 장병 간 정서적 소통을 위한 프로그램이다.

## 역사
1989년 4월 22일에 첫 방송을 시작하여, 이상용이 진행을 맡아 장병들과의 활기찬 소통을 통해 큰 인기를 얻었으며, 방송 시간이 여러 차례 변경된 이후에도 시청자들로부터 꾸준한 호평을 받았다. 그러나 1994년 이후 프로그램의 시청률이 점차 하락하기 시작하였고, 1996년에는 심장병 어린이 돕기 후원금 유용 의혹이 제기되면서 이상용은 사회적 물의를 빚고 프로그램에서 하차하게 되었다. 그해 11월 6일에는 김병조가 새로운 진행자로 발탁되었으나, 프로그램 인기 저조로 인해, 1997년 봄 개편을 맞아 종영되었다.

## 방송 시간
- 1989년 4월 22일 ~ 1989년 8월 26일 : 매주 토요일 오후 5시
- 1989년 9월 2일 ~ 1989년 12월 24일 : 매주 일요일 오전 11시
- 1989년 12월 31일 : 일요일 아침 8시
- 1990년 1월 7일 ~ 1990년 1월 28일 : 매주 일요일 오전 11시
- 1990년 2월 4일 ~ 1991년 4월 21일 : 매주 일요일 저녁 7시
- 1991년 4월 28일 ~ 1991년 12월 22일 : 매주 일요일 저녁 6시
- 1991년 12월 29일 : 일요일 오후 5시 10분
- 1992년 1월 5일 ~ 1992년 11월 8일 : 매주 일요일 저녁 6시
- 1992년 11월 15일 ~ 1993년 3월 21일 : 매주 일요일 오후 4시 30분
- 1993년 3월 28일 ~ 1993년 5월 23일 : 매주 일요일 저녁 6시
- 1993년 5월 30일 ~ 1994년 6월 12일 : 매주 일요일 오전 11시
- 1994년 6월 19일 ~ 1994년 9월 25일 : 매주 일요일 낮 12시 10분
- 1994년 10월 2일 : 일요일 오후 3시
- 1994년 10월 9일 : 일요일 오후 2시 20분
- 1994년 10월 16일 ~ 1995년 4월 16일 : 매주 일요일 낮 12시 10분
- 1995년 4월 23일 ~ 1997년 3월 2일 : 매주 일요일 낮 1시

## 진행자
- 이상용 : 1989년 4월 22일 ~ 1996년 10월 27일
- 김병조 : 1996년 11월 17일 ~ 1997년 3월 2일

## 주제가
- 그리운 어머니 (작은별 가족)

## 유명인
- 유해진 (1992년 당시)

## 수상 경력
- 제18회(1991년) 한국방송대상 TV부문 우수작품상

## 경쟁 프로그램
- 청춘! 신고합니다 (KBS 1TV)